# Lindenwold (New Jersey Transit)
Lindenwold  es una estación en la línea Atlantic City del New Jersey Transit y de la línea PATCO del Port Authority Transit Corporation. La estación se encuentra localizada en la Avenida Alpha en Lindenwold, Nueva Jersey. La estación Lindenwold fue inaugurada en 1969. La Autoridad Portuaria del Río Delaware y el New Jersey Transit son las encargadas por el mantenimiento y administración de la estación.

## Descripción y servicios
La estación Lindenwold cuenta con 1 plataforma central y 1 plataforma lateral y 3 (2 PATCO y 1 NJT) vías. La estación también cuenta con 3235 de espacios de aparcamiento.

## Conexiones
La estación es abastecida por las siguientes conexiones: 
- Rutas de autobuses de NJT Bus: 403, 451, 459 y 554